# روبرتا كيلي
روبرتا كيلي (بالإنجليزية: Roberta Kelly)‏ هي مغنية وموسيقية أمريكية، ولدت في 23 نوفمبر 1942 في نيومكسيكو في الولايات المتحدة.

## وصلات خارجية
- روبرتا كيلي على موقع IMDb (الإنجليزية)
- روبرتا كيلي على موقع ميوزك برينز (الإنجليزية)
- روبرتا كيلي على موقع أول ميوزيك (الإنجليزية)
- روبرتا كيلي على موقع ديسكوغز (الإنجليزية)